# Jean-Luc Masdupuy
Jean-Luc Masdupuy (Saint-Yriex-la-Perche, Frankrijk, 14 april 1969) is een voormalig wielrenner. Hij was professional van 1994 tot en met 1997.
In zijn hele profcarrière heeft Masdupuy geen enkele overwinning weten te behalen; wel behaalde hij in 1996 de 'Rode Lantaarn' door als laatste te eindigen in het eindklassement van de Ronde van Frankrijk.

## Resultaten in voornaamste wedstrijden
| Jaar | Ronde van Italië | Ronde van Frankrijk | Ronde van Spanje |
| ---- | ---------------- | ------------------- | ---------------- |
| 1996 |                  | 129e (laatste)      |                  |